# 4281 Паундз
4281 Паундз (4281 Pounds) — астероїд головного поясу, відкритий 15 жовтня 1985 року.
Тіссеранів параметр щодо Юпітера — 3,480.